# Fiesole
Fiesole – miejscowość i gmina we Włoszech, w regionie Toskania, w prowincji Florencja.
W roku 2004 gminę zamieszkiwały 14 142 osoby (336,7 os./km²).

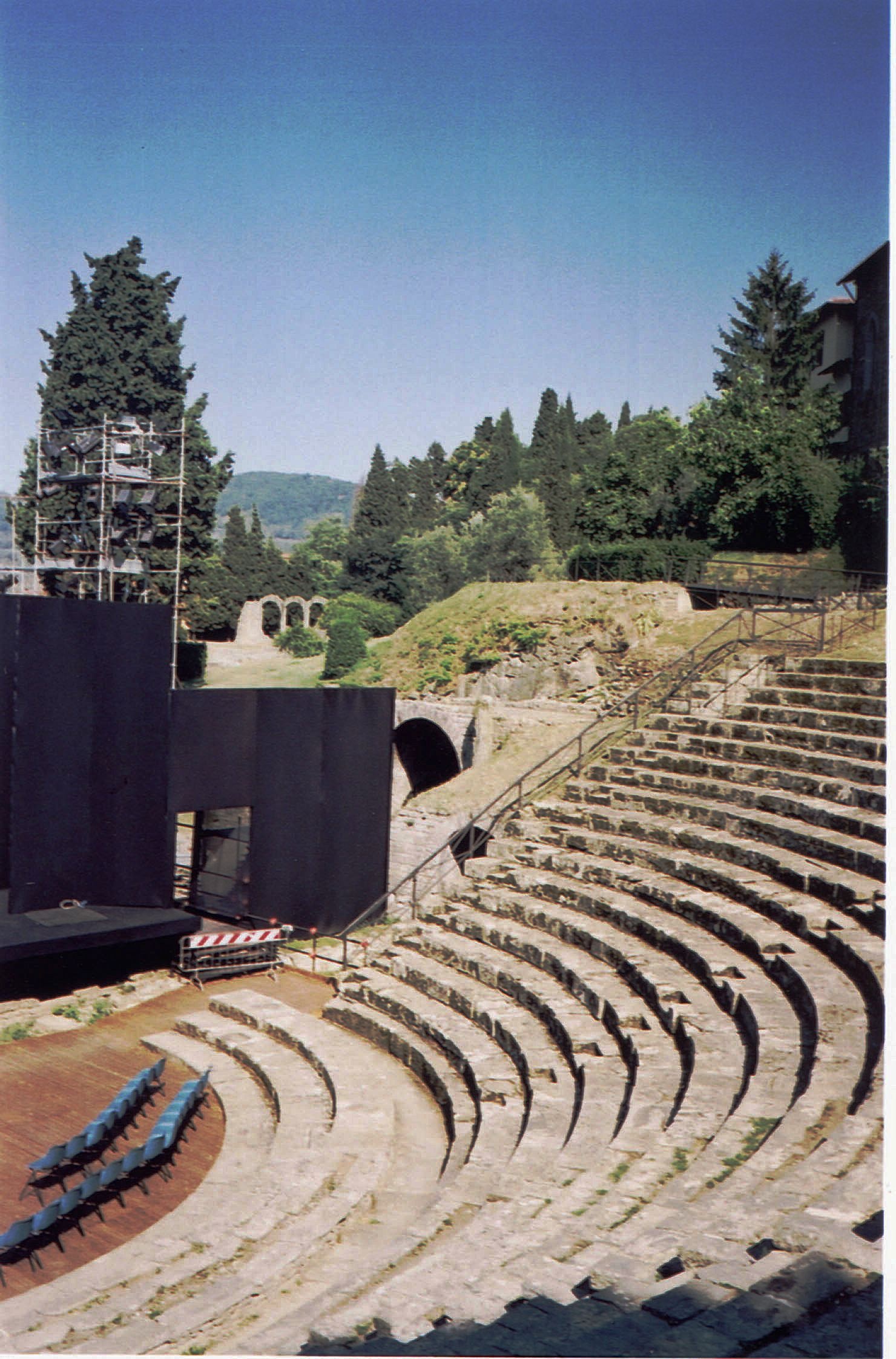
Teatr rzymski z I wieku p.n.e.

Miasteczko leży w odległości ok. 8 km od Florencji na malowniczych wzgórzach, z których rozciąga się  widok na Florencję i dominującą w jej panoramie katedrę Santa Maria del Fiore. Fiesole ma rodowód starożytny, zostało założone przez lud Etrusków prawdopodobnie w VII wieku p.n.e. lub może nawet trochę wcześniej. Pierwsze zachowane odniesienia do miasteczka, które nosiło wtedy nazwę Faesulae, datują się z 283 r. p.n.e. W 232 roku p.n.e. doszło do bitwy pod Faesule, w której Celtowie z Galii Przedalpejskiej pokonali fortelem armię rzymską. Miasto z czasem zostało podbite przez Rzymian i zdominowane przez Florencję. Dzisiejsze rozmiary tej miejscowości nie świadczą o tym, że przez pewien czas było ważną miejscowością na mapie Półwyspu Apenińskiego, zanim założona została sama Florencja. O dawnej świetności Fiesole świadczą pozostałości murów etruskich z IV wieku p.n.e. i teatru rzymskiego z I wieku p.n.e. Kolekcję przedmiotów z historii miasta prezentuje Muzeum Faesulanum.

## Miasta partnerskie
- Tucson